# Зорина, Татьяна Юрьевна
Татьяна Юрьевна Зорина (28 марта 1956 в Читинской области) — советская и российская театральная артистка-вокалистка, певица, педагог, народная артистка России (2004), заслуженная артистка РСФСР (1991), солистка Новосибирского театра оперы и балета. 

## Биография
Родилась 28 марта 1956 года в Читинской области. В шесть вся семья переехала в посёлок Знаменка Тамбовской области. 
В 1974 поступает учиться в Тамбовское музыкальное училище им. С.В. Рахманинова на дирижёрско-хоровое (класс Т.В. Цвейгарт) и вокальное (класс Г.А. Трифонова) отделение. В 1978 году с отличием завершает обучение в училище. Продолжила своё образование на вокальном факультете Казанской государственной консерватории (класс проф. С.Н. Жигановой).
В 1983 году становится солисткой Новосибирского театра оперы и балета. Более 30 ведущих оперных партий исполнила Татьяна Юрьевна.
Участница многих международных оперных фестивалей: им. Ф. Шаляпина (1990, 1993), им. Л. Собинова(1987) , в Якутии (1996), в Новосибирске (1984, 1985).
С труппой театра проводила гастрольный тур в Польше (Варшавская опера, Большая опера Лодзи), в Египте (Каирская опера), в Португалии (Лиссабон, театр Колизей), в Испании (Севилья), в Китае (Пекин, Шанхай). С собственной сольной программой из произведений оперной и камерной музыки гастролировала по городам и театрам Польши.
Преподаватель Новосибирского государственного театрального института, Профессор, заведует кафедрой вокала. В 2005–2006 годах — профессор Международных курсов высшего художественного мастерства музыкантов-исполнителей памяти С.В. Рахманинова в Тамбове.

## Награды
- Заслуженная артистка РСФСР (1991).
- Народная артистка России (2004).
- Грамота Министерства культуры Российской Федерации (2010)[3].
- Дипломант Всесоюзного конкурса имени М.И. Глинки (Ереван, 1984).
- Лауреат Международного фестиваля имени С. Монюшко (1987, 1989, 1991).
- Лауреат Международной премии «Мастер сцены» (2002).
- Лауреат филармонической премии (Новосибирск) «Золотой ключ-2004».
- Памятный знак «За труд на благо города» в честь 115-летия со дня основания города Новосибирска (2008).

## Работы в театре
Новосибирский театр оперы и балета
- Лиза («Пиковая дама» П.И. Чайковского)
- Дездемона («Отелло» Дж. Верди)
- Эмма («Хованщина» М.П. Мусоргского)
- Наташа («Русалка» А.С. Даргомыжского)
- Аида («Аида» Д. Верди)
- Тоска («Тоска» Д. Пуччини)
- Галька («Галька» С. Монюшко)
- Чио-Чио-Сан («Мадам Баттерфляй» Д. Пуччини)
- Катерина («Леди Макбет Мценского уезда» Д. Шостаковича)
- Ярославна («Князь Игорь» А.П. Бородина)
- Земфира («Алеко» С. Рахманинова)
- Леонора («Трубадур» Дж. Верди)
- Микаэла («Кармен» Ж. Бизе)
- Мария («Мазепа» П.И. Чайковского)
- Каштанка («История клоуна и собаки» В. Рубина)
- Консепсион («Испанский час» М. Равеля)
- Иоланта («Иоланта» П.И. Чайковского)
- Татьяна («Евгений Онегин» П.И. Чайковского)
- Антония («Сказки Гофмана» Ж. Оффенбаха)